# Горловка (Владимирская область)
Горловка — деревня в Гороховецком районе Владимирской области России, входит в состав Фоминского сельского поселения.

## География
Деревня расположена в 13 км на юго-запад от центра поселения села Фоминки и в 50 км на юго-запад от Гороховца, близ автодороги 17К-2 Муром – М-7 «Волга».

## История
В XIX — первой четверти XX века через деревню проходил просёлочный тракт из Гороховца в Муром, деревня входила в состав Святской волости Гороховецкого уезда, с 1926 года — в составе Татаровской волости Муромского уезда. В 1859 году в деревне числилось 42 двора, в 1905 году — 69 дворов, в 1926 году — 105 дворов.
С 1929 года деревня являлась центром Горловского сельсовета Фоминского района Горьковского края, с 1944 года — в составе Святского сельсовета Владимирской области, с 1959 года — в составе Фоминского сельсовета Гороховецкого района, с 2005 года — в составе Фоминского сельского поселения.

## Население
| 1859 | 1905 | 1926 | 2002 | 2010 | 2021 |
| ---- | ---- | ---- | ---- | ---- | ---- |
| 332  | ↗449 | ↗493 | ↘20  | ↘7   | ↘1   |